# Adesmus mosapyra
Adesmus mosapyra är en skalbaggsart som beskrevs av Maria Helena M. Galileo och Martins 2006. Adesmus mosapyra ingår i släktet Adesmus och familjen långhorningar. Inga underarter finns listade i Catalogue of Life.